# 菊池亘
菊池 亘（きくち わたる、1961年 ‐）は、日本の映画カメラマン。岩手県出身。日本映画学校（現・日本映画大学）卒業。日本映画撮影監督協会会員。

## 略歴
オリジナルビデオ『THE レイプマン4』でカメラマンデビュー。
スーパー戦隊シリーズには松井昇監督の紹介により、『百獣戦隊ガオレンジャー』よりチーフカメラマンとして関わる。東映テレビプロ作品へはこれが初参加であり、同時に特撮作品のカメラマンとしての経験がない状態（オールゼロ）での参加だった。『ガオレンジャー』から『爆竜戦隊アバレンジャー』までメインでシリーズを通して携わった後、東宝の超星神シリーズにも2作目『幻星神ジャスティライザー』中盤から参加。特に3作目『超星艦隊セイザーX』はメインでシリーズを通して参加した。また松竹の『魔弾戦記リュウケンドー』などの特撮作品にもゲスト的に参加している。
戦隊から離れた後も東映ではゲスト的に『仮面ライダー剣』後半や『仮面ライダー THE FIRST』『仮面ライダー THE　NEXT』のセカンドユニットのカメラといった形で時折関っていたが、2012年には「非公認」ではあるものの『非公認戦隊アキバレンジャー』にて、8年ぶりにメインでシリーズを通して戦隊を手掛けている。また同年には『宇宙刑事ギャバン THE MOVIE』『仮面ライダーウィザード』も担当している。
上記の特撮作品以外でも『エコエコアザラク』（TV版1作目）、『ねらわれた学園』（TV1997年版）『七瀬ふたたび』（「テレビ東京ドラマシリーズ」版）、実写版『風魔の小次郎』『RHプラス』『ここはグリーン・ウッド』といった一般ドラマにもメインでシリーズを通して参加している。

## 作品

### テレビドラマ
- エコエコアザラク（TV版 1997年）
- ねらわれた学園（TV版 1997年）
- 幻想ミッドナイト（1997年）
- 七瀬ふたたび（1998年）
- 百獣戦隊ガオレンジャー（2001年 - 2002年）
- 忍風戦隊ハリケンジャー（2002年 - 2003年）
- 爆竜戦隊アバレンジャー（2003年 - 2004年）
- 仮面ライダー剣（2004年 - 2005年）
- 幻星神ジャスティライザー（2004年 - 2005年）
- 超星艦隊セイザーX（2005年）
- 魔弾戦記リュウケンドー（2006年）
- 風魔の小次郎（2007年）
- 東京ゴーストトリップ（2008年）
- RHプラス（2008年）
- ここはグリーン・ウッド（2008年）
- トミカヒーロー　レスキューファイアー（2009年 - 2010年）
- 非公認戦隊アキバレンジャー（2012年）
- 仮面ライダーウィザード（2012年）
- 非公認戦隊アキバレンジャー シーズン痛（2013年）
- ノーコン・キッド 〜ぼくらのゲーム史〜（2013年）
- ガルーダの戦士ビマX（2014年）
- 初森ベマーズ（2015年）

### 映画
- 修羅がゆく4　東京大戦争（1997年）
- Bruce Lee in G.O.D 死亡的遊戯（2000年）
- 案山子 KAKASHI（2001年）
- 劇場版 百獣戦隊ガオレンジャー 火の山、吼える（2001年）
- 忍風戦隊ハリケンジャー シュシュッと THE MOVIE（2002年）
- 爆竜戦隊アバレンジャー DELUXE アバレサマーはキンキン中!（2003年）
- 仮面ライダー THE FIRST（2005年）※Bキャメラ
- 仮面ライダー THE NEXT（2007年）※Bキャメ撮影
- クロサワ映画（2010年）
- クロサワ映画2011 笑いにできない恋がある（2011年）
- 宇宙刑事ギャバン THE MOVIE（2012年）

### オリジナルビデオ
- THE レイプマン4（1994年）
- ノストラダムス滅亡録〜遺伝子の新世紀（1999年）
- 忍風戦隊ハリケンジャーVSガオレンジャー（2003年）
- 爆竜戦隊アバレンジャーVSハリケンジャー（2004年）
- 忍風戦隊ハリケンジャー 10 YEARS AFTER（2013年）

### その他
- プレイムービーシリーズ 轟轟戦隊ボウケンジャー DXボウケンドライバー Part1・2・3（2006年）